# Царедарівська сільська рада (Доманівський район)
Цареда́рівська сільська́ ра́да — колишній орган місцевого самоврядування в Доманівському районі Миколаївської області. Адміністративний центр — село Царедарівка.

## Загальні відомості
- Територія ради: 54,859 км²
- Населення ради: 915 осіб (станом на 2001 рік)

## Населені пункти
Сільській раді підпорядковані населені пункти:
- с. Царедарівка
- с. Копані

## Склад ради
Рада складається з 14 депутатів та голови.
- Голова ради: Шевченко Жанна Михайлівна

### Керівний склад попередніх скликань
| Прізвище, ім'я, по батькові | Основні відомості                                                                           | Дата обрання | Дата звільнення |
| --------------------------- | ------------------------------------------------------------------------------------------- | ------------ | --------------- |
| Шевченко Жанна Михайлівна   | Сільський голова, 1963 року народження, освіта вища, Всеукраїнське об'єднання «Батьківщина» | 26.03.2006   | 31.10.2010      |
| Шевченко Жанна Михайлівна   | Сільський голова, 1963 року народження, освіта вища, член Партії регіонів                   | 05.11.2010   |                 |

Примітка: таблиця складена за даними сайту Верховної Ради України